# Marcel Cariven
Marcel Cariven est un compositeur, orchestrateur-arrangeur et chef d'orchestre français né le 18 avril 1894 à Toulouse et mort le 5 novembre 1979 à Crosnes.
Chef permanent du théâtre des Bouffes-Parisiens de 1931 à 1938, il dirige fréquemment l'orchestre de la Radiodiffusion-télévision française à partir des années 1940. Spécialiste de musique légère, il est à la tête d'une très importante discographie, à la fois lyrique et de variétés.

## Biographie

### Jeunesse et études
Fils d'Auguste Cariven, cordonnier, et de Clodine Sudré, Marcel Cariven étudie au Conservatoire de Toulouse puis au Conservatoire de Paris dans les classes de Xavier Leroux, Paul Vidal et André Gedalge. Il y remporte 1921 les premiers prix d'harmonie, histoire de la musique et composition mais échoue quelques mois plus tard au prix de Rome, son travail sur la cantate Hermione ayant été jugé « assez quelconque, empêtré dans de sages formules scolastiques », ainsi que l'année suivante avec la cantate Le Prétendant.

### Carrière
Nommé chef d'orchestre du théâtre des Bouffes-Parisiens en 1931, il se spécialise dans le répertoire léger (opérette, comédie musicale), créant des œuvres d'André Messager, Reynaldo Hahn, Maurice Yvain, Henri Christiné, Vincent Scotto ou encore Louis Beydts et en réalisant des arrangements pour le disque. Il accompagne parallèlement avec sa propre formation des artistes de variétés comme Maurice Chevalier, Suzy Delair, Alibert, Lys Gauty, Tino Rossi ou Jean Lumière, dirige des concerts classiques avec l'orchestre de Radio-Paris, ainsi que des musiques de films. En 1938, il enregistre la musique et les chansons du film d'animation Blanche-Neige et les Sept Nains avec Élyane Célis et Adrien Lamy pour un coffret de deux 78 tours La Voix de son maître qui connaît un immense succès populaire. 
Il poursuit sa carrière durant la Seconde Guerre mondiale et l'Occupation, se produisant aux théâtres Marigny, Mogador et à la Gaîté-Lyrique, et enregistrant notamment en 1941 la chanson Maréchal, nous voilà ! à la gloire de Philippe Pétain avec André Dassary. Il anime également une émission de radio, Toute la valse, à la Radiodiffusion nationale dont il dirige régulièrement l'orchestre. La Libération ne remet pas en cause ses activités. 
Il fait ses débuts à l'Opéra-Comique le 5 décembre 1947 avec Manon de Jules Massenet À partir des années 1950, il enregistre de nombreuses opérettes et opéras-comiques d'Offenbach, Lecocq, Hervé, Planquette, Audran, etc. avec la troupe et l'orchestre de la Radiodiffusion-télévision française, ainsi qu'avec l'orchestre Lamoureux et l'orchestre de la Société des concerts du Conservatoire. Il prend sa retraite au début des années 1970.

### Vie privée
Marcel Cariven a été marié trois fois :
- avec Clémence Paule Déjardin, violocelliste, épousée le 18 décembre 1923 à Paris (20e arr.)[10] et morte le 14 septembre 1927[11] ;

- avec Édith Cécile Martel, musicienne, épousée le 24 avril 1930 à Paris (14e arr.) et dont il divorce le 3 mars 1947[12];
- avec Renée Galharret, présentatrice d'émissions à la Radiodiffusion, épousée le 10 octobre 1947 à Paris (12e arr.) et décédée le 30 décembre 1999.

## Théâtre
- 1932 : Azor de Raoul Praxy, Max Eddy et Albert Willemetz, musique de Gaston Gabaroche, Bouffes-Parisiens (direction musicale)
- 1932 : La Pouponnière de René Pujol, Charles-Louis Pothier et Albert Willemetz, musique de Casimir Oberfeld et Henri Verdun, Bouffes-Parisiens (direction musicale)
- 1932 : Un soir de réveillon de Paul Armont, Marcel Gerbidon, Jean Boyer et Albert Willemetz, musique de Raoul Moretti, Bouffes-Parisiens (direction musicale)
- 1933 : Ô mon bel inconnu de Sacha Guitry, musique de Reynaldo Hahn, Bouffes-Parisiens (direction musicale)
- 1934 : Toi, c'est moi de Henri Duvernois, Bertal-Maubon, Robert Chamfleury et Albert Willemetz, musique de Moisés Simóns, Bouffes-Parisiens (direction musicale)
- 1934 : Le Bonheur, mesdames ! de Francis de Croisset et Albert Willemetz, musique de Henri Christiné, Bouffes-Parisiens (direction musicale)
- 1935 : Pour ton bonheur de Léopold Marchand et Albert Willemetz, musique de Marcel Lattès, Bouffes-Parisiens (direction musicale)
- 1935 : Trente et quarante de Jean de Létraz et Albert Willemetz, musique de Werner R. Heymann, Bouffes-Parisiens (direction musicale)
- 1936 : Simone est comme ça d'Yves Mirande,  Alex Madis, Jean Boyer, Albert Willemetz et  André Hornez, musique de Raoul Moretti, Bouffes-Parisiens (direction musicale)
- 1936 : Normandie de Henri Decoin et André Hornez, musique de Paul Misraki, Bouffes-Parisiens (direction musicale)
- 1937 : Ma petite amie de Serge Veber et Roger Bernstein, musique de Georges van Parys, Bouffes-Parisiens (direction musicale)
- 1937 : Trois valses de Léopold Marchand et Albert Willemetz d'après Knepler et Robinson, musique d'Oscar Straus, Bouffes-Parisiens (direction musicale)
- 1938 : Les Petites Cardinal d'Albert Willemetz et  Paul Brach, musique d'Arthur Honegger et Jacques Ibert, Bouffes-Parisiens (direction musicale)
- 1941 : L'Auberge qui chante de Georges Hirsch et André de Badet, musique de Tiarko Richepin, Gaîté-Lyrique (direction musicale)
- 1942 : Les Cent Vierges d' André Mouëzy-Éon et Albert Willemetz d'après Clairville, Henri Chivot et Alfred Duru, musique de Charles Lecocq, Apollo (direction musicale)
- 1947 : Couleurs du temps de Paul Duard et Jean Rieux, Bouffes-Parisiens (direction musicale)
- 1949 : Phi-Phi de Fabien Sollar et Albert Willemetz, musique de Henri Christiné, Bouffes-Parisiens (direction musicale)

## Filmographie
- 1937 : Un carnet de bal de Julien Duvivier (direction musicale)
- 1938 : Le Petit Chose de Maurice Cloche (direction musicale)
- 1940 : De Mayerling à Sarajevo de Max Ophüls (orchestrations)
- 1944 : La Vie de plaisir d'Albert Valentin (assistant réalisateur)
- 1950 : L'Inconnue de Montréal de Jean Devaivre (direction musicale)
- 1951 : Un grand patron d'Yves Ciampi (direction musicale)
- 1952 : Les loups chassent la nuit de Bernard Borderie (direction musicale)

### Discographie
- Compilation d’œuvres instrumentales, Marcel Cariven (dir. et arr.), Malibran Musique, 1999 (CD) - enregistrées entre 1933 et 1948